# Tursinchan Abdrachmanovová
Tursinchan Abdrachmanovová (rusky Турсынхан Абдрахманова, kazašsky Тұрсынхан Әбдірахманова; (21. října 1921 – 11. října 2003, Almaty) byla kazašská básnířka a literární teoretička.

## Životopis
Od roku 1941 pracovala jako učitelka a stala se i ředitelkou školy. V roce 1944 vstoupila do Komunistické strany Sovětského svazu. V letech 1943–1949 byla tajemnicí okresního komsomolu. Absolvovala vyšší stranickou školu a odešla pracovat do Alma-Aty. V období 1950–1954 byla v redakci časopisu Ženy Kazachstánu. Po dizertaci pracovala pro kazašskou akademii věd.

## Dílo

### Vědecké práce
- Лирика Ильяса Джансугурова
- Поэтика Касыма Аманжолова
- dizertace Поэтика К. Аманжолова и её преемственные связи с современной казахской лирикой

### Básně
- Песня (kazašsky Ән, 1959, rusky vyšlo 1968)
- Песня за песней (kazašsky Әннен әнге, 1962)
- Знаешь ли ты их? (kazašsky Танисыз ба бұларды?, 1963)
- Взлёт (1966)
- Душа моя — голубь (kazašsky Көгершін көңіл, 1968)
- Белый луч (rusky vyšlo 1971)
- Ключ (1972, kazašsky Кілт, rusky vyšlo 1976)
- Зрелость (kazašsky Кемел, 1974)
- Нежность (rusky vyšlo 1975)
- Ларец жемчужин (1978)
- Степнячка: Стихотворения и поэмы (rusky vyšlo 1979)
- Лавры (kazašsky Мерей, 1981)
- Озарени (rusky vyšlo v «Художественная литература», 1981)
- Раздумья: Стихотворения и поэма (rusky vyšlo Алма-Ата, 1981)
- Состояние обиды (kazašsky Наз көңіл, 1984)
- Избранное (rusky vyšlo v «Советский писатель», 1985)
- Вечерние сумерки (kazašsky Ақшам, 1987)